# リュウキュウナガエサカキ
リュウキュウナガエサカキ Adinandra ryukyuensis はモッコク科の樹木。沖縄本島の山地に自生する。

## 特徴
常緑性の小高木。高さ3-5mになる。1年目の枝は灰褐色の伏せた毛が一面に生えている。葉は互生し、長楕円状倒披針形から長楕円形、あるいは倒披針形で長さ5-8cm、幅1.5-2.5cm。先端は伸び出して鋭く尖り、基部は鋭角に細まるかくさび形で葉柄に続き、葉柄は3-6mmで毛がある。縁はほぼ滑らかか不明確ながら鈍い大きな鋸歯が現れる。表面は無毛で、裏面は長い絹状の毛が多い。
花は長い柄があり、葉腋から1個ずつ出る。花梗は長さ1.5-2.2cmで絹状の毛が一面にあり、先端に2個の苞があるが、これはすぐに脱落する。萼片は卵状長楕円形から狭卵状3角形で先端は細く鋭く尖り、外側の面には伏せた毛がある。花弁は白で倒卵状のへら形で長さ1.7cmほど。雄蘂は30本ばかり、長さ1cmほど。液果は長さ1cmほどになって黒く熟する。

## 分布と生育環境
沖縄本島の固有種。山地の森林に生育する。本島北部山地帯の森林に見られる代表的な植物の一つに取り上げられている。

## 近縁種など
日本には同属の主としてケナガエサカキ A. yaeyamensis がある。本種と比べると萼が半分ほどの長さ（5mmほど）であり、先端が尖らないことで区別される。ただしこの種は八重山諸島の石垣島、西表島の固有種であり、分布がはっきり異なるので混同のしようはない。むしろ同所に生育するヒサカキ属のものが紛らわしいが、これらは花の様子が全く異なり、花梗がごく短いので区別出来る。